# Parti communiste du Venezuela
Le Parti communiste du Venezuela (en espagnol : Partido Comunista de Venezuela, PCV) est un parti politique vénézuélien. Il est resté le principal parti de gauche au Venezuela depuis sa fondation en 1931 jusqu'à son explosion en factions rivales à partir de 1971.

## Histoire
Le PCV a été fondé en 1931 en tant qu'organisation clandestine au cours de la dictature militaire de Juan Vicente Gómez. Affilié à l'Internationale communiste, il a d'abord été dirigé par Juan Bautista et Fuenmayor.
Le PCV est resté une organisation illégale jusqu'en 1941, lorsqu'il s'est allié au régime militaire libéralisé d'Isaías Medina Angarita, suivant les ordres du Komintern donnés aux partis communistes dans le monde entier d'aider les gouvernements qui ont favorisé l'effort de guerre allié. À nouveau interdit sous la dictature militaire conservatrice de Marcos Pérez Jiménez (1948-1958), le PCV a joué un rôle clé dans l'organisation de la résistance clandestine au régime, aux côtés des militants de l'Action démocratique, parti social-démocrate alors également interdit.
En 1952, en dépit de rester une organisation illégale, le PCV fournit un soutien essentiel à la gauche non-communiste rassemblée dans l'URD à l'occasion d'élections organisées par le régime militaire pour légitimer son autorité. Au fur et à mesure que les dépouillement faisaient état d'une victoire indiscutable de l'URD, l'armée a ordonné l'arrêt du processus de comptage des voix et a refusé d'accepter sa défaite face à une opposition soutenue par des communistes. L'épisode a bouleversé l'équilibre des forces au sein de l'armée, qui passe d'une relative modération à une ligne beaucoup plus dure sous l'égide de Marcos Pérez Jiménez, qui a sensiblement intensifié les efforts du régime pour réprimer l'opposition clandestine.
Dès 1955, le Parti communiste entreprend un travail d'infiltration au sein des groupes d'officiers de l'armée et obtient de très bons résultats. Il contribuera à plusieurs rébellions militaires.
En 1958, les trois principaux partis de la gauche non-communiste (Action démocratique, COPEI et URD) décident d'exclure le PCV de leur accord de partage du pouvoir, (le pacte de Punto Fijo) afin de favoriser une transition pacifique vers la démocratie.
Autorisé à participer aux élections, en 1958, pour la première fois de son histoire, le PCV soutient la candidature de l'URD Jóvito Villalba et obtient 3,2 % des suffrages exprimés, (84 451 voix). Ce chiffre sous-estime l'influence réelle du parti dans la politique vénézuélienne de l'époque, qui tient moins à la masse de ses soutiens qu'à son organisation interne très disciplinée, intégrant de nombreux cadres permanents, et au soutien financier que lui apporte l'Union soviétique.
Au début des années 1960, inspiré par la révolution cubaine et à la suite de son interdiction prononcée par le gouvernement de Rómulo Betancourt, le PCV opte pour un positionnement beaucoup plus radical et se lance dans une guérilla, renouant ainsi avec la clandestinité. La guérilla du PCV n'a pas été en mesure de mobiliser un appui substantiel de la part de la paysannerie du Venezuela, qui a préféré soutenir les politiques réformistes de Betancourt, et n'a jamais été en mesure de menacer de manière sérieuse la continuité du nouveau régime. Déçus par l'échec de cette expérience, une majorité de membres du PCV fait scission en 1971 pour fonder le Mouvement vers le socialisme (MAS) et participer aux élections. Une autre scission menée par un petit groupe d'activistes part fonder le parti-syndicat La Cause radicale, mieux connu sous le nom de Causa R, un précurseur de l'actuel parti Patria Para Todos (Patrie pour tous, PPT). L'ensemble des guérilleros communistes ont depuis été amnistiés par le président Rafael Caldera, dans le cadre de son « processus de pacification ».
Par la suite, le PCV n'a plus guère occupé qu'une place marginale dans la vie politique vénézuélienne. Ses candidats rassemblent 0,7 % des suffrages exprimés lors des élections législatives de 1973, 0,5 % en 1978, 1 % en 1983, et 0,3 % en 1988 et en 1993.
Dans le cadre de l'élection présidentielle de 1993, le PCV apporte son soutien à Rafael Caldera, à la tête d'une alliance de centre-gauche nommée Convergence. Le PCV a par la suite rompu avec le président Caldera au cours de l'année 1996.

## Le PCV durant l'ère Chávez
Durant l'élection présidentielle de 1998, le PCV apporte son soutien à Hugo Chávez, ajoutant 81 979 voix (1,25 % du vote national) aux 3 673 685 voix rassemblées par Chávez. Il reconduit son soutien en 2006, le PCV apportant 2,9 % du vote national, soit 342 227 suffrages apportés à Chávez pour un total de 7 309 080 voix. Ces résultats font du PCV le 4e parti au sein de la coalition pro-Chávez. Au terme des élections législatives de 2005, boycottée par l'opposition, le PCV envoie huit élus siéger à l'Assemblée nationale.
Les relations avec la présidence se tendent en 2007. Le PCV refuse d'intégrer le Parti socialiste unifié du Venezuela (PSUV) lancé par Chávez pour fédérer l'ensemble des organisations politiques le soutenant au sein d'un seul et même parti politique. En juillet 2008, il reçoit un blâme public de la part du président Chávez pour avoir manifesté contre la visite du président conservateur colombien Álvaro Uribe.
En 2011, le parti adhère au Grand Pôle patriotique Simón Bolívar, tout en conservant son indépendance vis-à-vis du PSUV.
Le PCV a exprimé sa conviction que la transition vers le socialisme, au Venezuela, sera lente et évolutive. Il demeure encore aujourd'hui une composante, réduite mais audible de la coalition chaviste.
Le Débat publie les journaux Debate Abierto (Débat ouvert) et Tribuna Popular (Tribune populaire). L'aile de jeunesse du PCV est la Juventud Comunista de Venezuela (Jeunesse communiste du Venezuela).

## Résultats électoraux

### Élections législatives
| Année | Voix    | %    | Rang | Sièges  |
| ----- | ------- | ---- | ---- | ------- |
| 2020  | 170 352 | 2,72 | 7e   | 1 / 277 |